# لومبریاسکو
لومبریاسکو (به ایتالیایی: Lombriasco) یک کومونه در ایتالیا است که در استان تورین واقع شده‌است.

## خصوصیات
لومبریاسکو ۷٫۴ کیلومترمربع مساحت و ۱٬۰۷۵ نفر جمعیت دارد و ۲۴۱ متر بالاتر از سطح دریا واقع شده‌است.